# تپه دستجرد ۱
تپه دستجرد ۱ مربوط به عصر مس و سنگ - عصر آهن است و در شهرستان کبودر آهنگ، بخش مرکزی، دهستان راهب، ۵۰ متری شمال روستای دستجرد واقع شده و این اثر در تاریخ ۳۰ بهمن ۱۳۸۶ با شمارهٔ ثبت ۲۱۱۹۶ به‌عنوان یکی از آثار ملی ایران به ثبت رسیده است.